# Jenny De Cesarei
Jenny De Cesarei (Milano, 12 gennaio 1975) è una doppiatrice e direttrice del doppiaggio italiana.

## Biografia
Attiva a Milano, ha doppiato molti personaggi di serie animate e telefilm, come Rein in Twin Princess - Principesse gemelle, Auriana in LoliRock, Berny in Sabrina, Julie Makimoto in Bakugan e Jennette McCurdy in iCarly, Victorious, Best Player e Sam & Cat e anche di videogiochi, come Rebecca Crane nella saga di Assassin's Creed.

## Doppiaggio

### Cinema
- Jennette McCurdy in Best Player
- Veronica Taylor in My One and Only
- Filippo Dattola in La tribù del pallone - Sfida agli invincibili
- Vivian Hsu in Valzer finale per un killer
- Kristen Bell in Bad Moms - Mamme molto cattive
- Clara Lago in La verità nascosta

### Film d'animazione
- Sandy Cheeks in Spongebob - Il film
- Perona in One Piece Stampede - Il film
- Beth in Seal Team
- Hanna Marie in Scary Godmother
- Principessa Lucinda in Alla ricerca di Babbo Natale
- Ma Plankton in Plankton - Il film
- Kurotsuchi in Boruto: Naruto the Movie
- Sakumi in La ragazza che saltava nel tempo
- Sayoko Kikuchi in Un'estate con Coo
- Fukuko Yanagizawa in Le voci della nostra infanzia
- Viveca in Barbie e le tre moschettiere
- Kylie Morgan in Barbie e l'avventura nell'oceano 2
- Trixie in Top Cat - Il film
- Pavi in Zambezia
- Madison in Barbie Super Principessa
- Tae in Blame!

### Serie televisive
- Jennette McCurdy in iCarly, Victorious, iParty con Victorious, Sam & Cat, True Jackson
- Kesha in Victorious
- Lee Yoon-mi in Dream High
- Christian Serratos in Ned - Scuola di sopravvivenza
- Colleen Ballinger in Haters Back Off
- Anita Del Rey in Una vita
- Sofía Pachano in Cata e i misteri della sfera
- Micaela Castellotti in Isa TVB
- Hayat Kamille in Vikings: Valhalla

### Serie animate
- Rip van Winkle in Hellsing Ultimate
- Samantha in Secret Ranch
- Julie Makimoto in Bakugan - Battle Brawlers, Bakugan Battle Brawlers: New Vestronia, Bakugan: Gundalian Invaders, Bakugan: Potenza Mechtanium
- Auriana in LoliRock
- Britney Biskit in Littlest Pet Shop
- Cocori' in Poppets Town
- Aya Natsume in Inferno e paradiso
- Rein (2ª voce) in Twin Princess - Principesse gemelle
- Bomboni in Hamtaro
- Erasa, Upa, Bra (bambina) e Kaiohshin dell'Ovest in Dragon Ball Z
- Bra in Dragon Ball GT
- Yukina in Yu Yu Hakusho
- Brat in CatDog
- Catarina Devon, Laura (2ª voce) e Perona in One Piece
- Hikaru Mizuki in Kilari
- Linda in Yu-Gi-Oh! GX
- Anna Kozumi\Kaboom  (2ª voce) in Yu-Gi-Oh! Zexal
- Rin (2ªvoce) in Yu-Gi-Oh! Arc-V
- Faybelle Thorn e Darling Charming in Ever After High
- Fiore Harvenheit in Chrono Crusade
- Haru Miura in Tutor Hitman Reborn! (2ª voce)
- Ofelia in Claymore
- Kitty Pryde in Wolverine e gli X-Men
- Maria in Principesse sirene - Mermaid Melody
- Sheeda in Fire Emblem
- Caeda nell'OAV di Fire Emblem: Mystery of the Emblem
- Euridice in I Cavalieri dello zodiaco - Saint Seiya - Hades
- Sailor Star Cuore del futuro in Sailor Moon
- Shigure in Nabari No Ou
- Eru in Shugo Chara - La magia del cuore
- Chikage Kuroba in Magic Kaito 1412
- Pinky in Pac-Man e le avventure mostruose
- Moon Dancer in My Little Pony - L'amicizia è magica
- Lily in Kappa Mikey
- Kayla in Barbie e l'avventura nell'oceano
- Kylie Morgan in Barbie e l'avventura nell'oceano 2
- Delancy Devin in Barbie - L'accademia per principesse
- Narratore in Teletubbies
- Chaton in MÄR
- Crusch Karsten in Re:Zero - Starting Life in Another World
- Nama in Slayers Evolution-R
- Fenneko in Aggretsuko
- Hayashi Nanae in Godannar
- Hatsume Mei in My Hero Academia
- Li-Yen in Zatch Bell!
- Principessa Dolce-Sale in Power Players
- Isabella in Beelzebub[2]
- Ermes Costello in Stone Ocean
- Velia in Pokémon
- Nagi Yoshino in Jujutsu Kaisen
- Hinatsuru in Demon Slayer
- Tear in That Time I Got Reincarnated as a Slime
- Manoly in Bleach

### Videogiochi
- Cortney Gears in Ratchet & Clank 3 (2004), Ratchet: Gladiator (2005)
- Cho Chang in Harry Potter e l'Ordine della Fenice (2007)[3] e Harry Potter e il principe mezzosangue (2009)[4]
- Ashley Williams in Mass Effect (2007), Mass Effect 2 (2010), Mass Effect 3 (2012)
- Speaker in Burnout Paradise (2008)
- Rihannon Stare in Fenimore's Fillmore Revenge (2008)[5]
- Carla in Petz Horse Club (2008)[6]
- Evelynn, Janna e Kalista in League of Legends* Samantha Nishimura in Tomb Raider* Angelo Guardiano in Borderlands[7], Borderlands 2[8], Borderlands: The Pre-Sequel[9]* Figlia dello stregone in Assalto alla Rocca del Drago di Tiny Tina[8] * Cait in Fallout 4[10] * Speaker in Burnout Paradise (2009)
- Maiev Cantombroso in World of Warcraft (2009)
- Angelo Guardiano in Borderlands (2009),[7] Borderlands 2 (2012),[8] Borderlands: The Pre-Sequel (2014)[9]
- Rebecca Crane in Assassin's Creed II (2009),[11] Assassin's Creed: Brotherhood (2010),[12] Assassin's Creed: Revelations (2011),[13] Assassin's Creed III (2012),[14] Assassin's Creed IV: Black Flag (2013),[15] Assassin's Creed: Syndicate (2015),[16] Assassin's Creed: Valhalla (2020)[17]
- Ivy in Arcania: Gothic 4 (2011)[18]
- Alena Vorshesky in Call of Duty: Modern Warfare 3 (2011)[19]
- Hester e Karyna in Diablo III (2012)[20]
- Whitney Chang in The Amazing Spider-Man (2012)[21] e The Amazing Spider-Man 2 (2014)[22]
- Figlia dello stregone in Assalto alla Rocca del Drago di Tiny Tina (2012)[8]
- Samantha Nishimura in Tomb Raider (2013)
- Fiona in Army of Two: The Devil's Cartel (2013)[23]
- Annie in Dead Rising 3 (2013)[24]
- Voce tutorial in Need for Speed: Rivals (2013)[25]
- Eva Marques in Broken Sword 5: La maledizione del serpente (2013)[26]
- Guardia furia del sole e Guardiana d'argento in Hearthstone (2014)[27]
- Ribelle in Alien: Isolation (2014)
- Cait in Fallout 4 (2015)[10]
- Istellah in Assassin's Creed: Origins (2017)[28]
- Androide Chloe in Detroit: Become Human (2018)[29]
- Agente Gabrielle Sanders in Tom Clancy's The Division 2 (2019)[30]
- Dottoressa Wenjie Evans e le Wenjie in Deathloop (2021)[31]
- Nakallah, Kivva e Mian in Horizon Forbidden West (2022)[32]
- Velma in MultiVersus (2022)[33]
- Avery in Rainbow High: Runway Rush (2023)[34]
- Protagonista femminile in Remnant 2 (2023)[35]
- Altre voci in Cyberpunk 2077,[36] Dead Rising Deluxe Remaster[37], Monster Hunter Wilds